# Серсо (перебрасывание обруча)

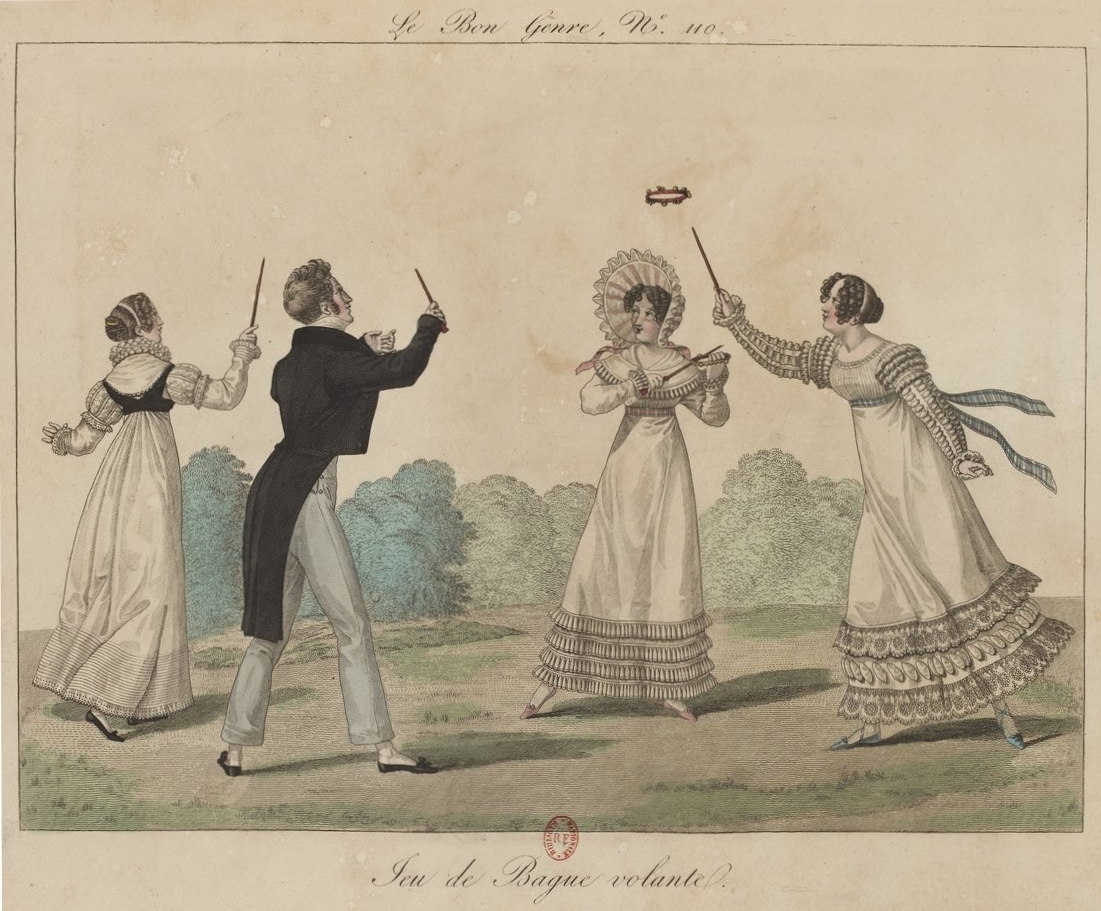
Игра в летающее кольцо. Карикатура из серии Le Bon Genre. Франция, ок. 1818 г.

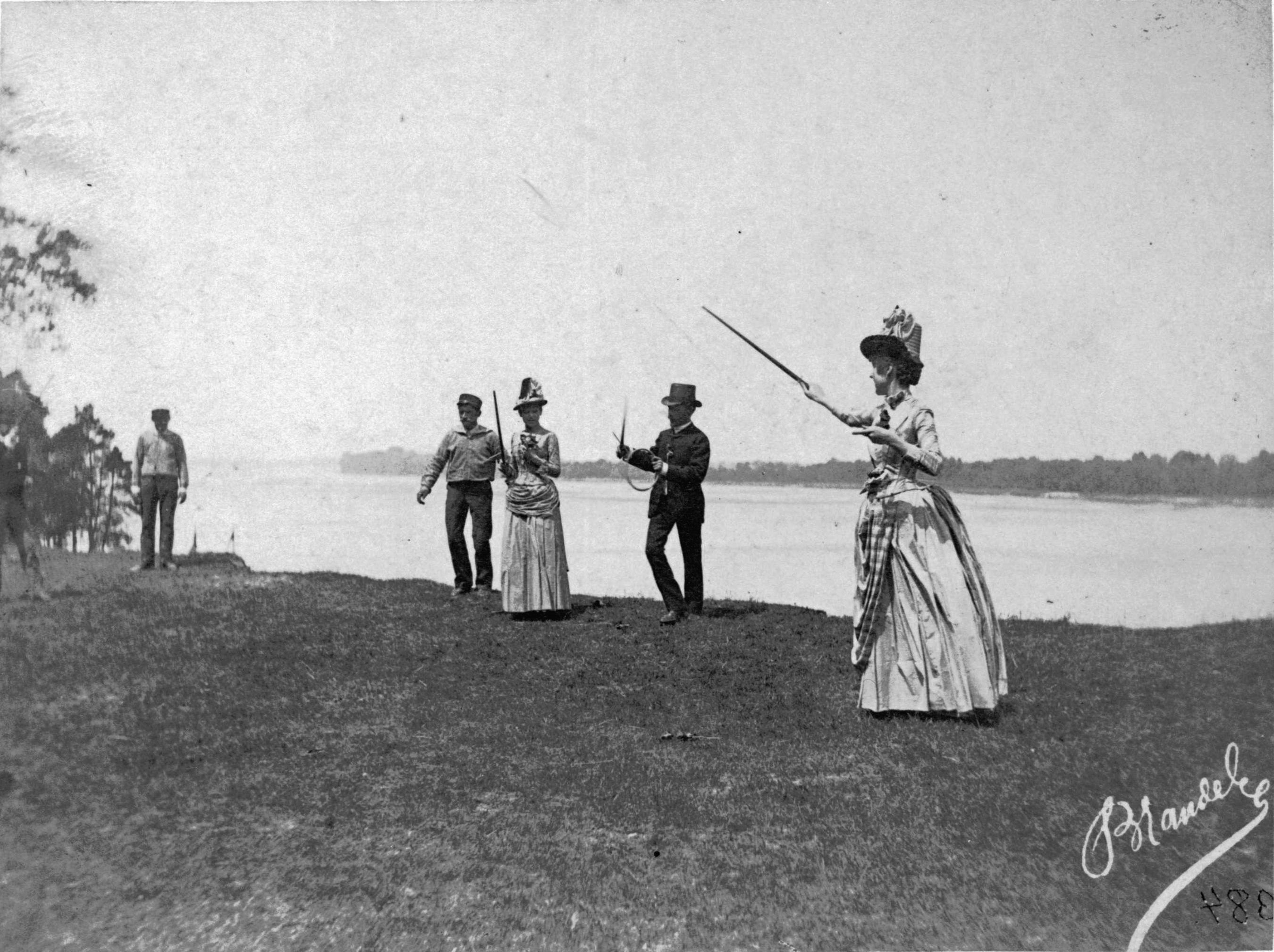
Игра в серсо. Польша, ок. 1885 г.

Серсо́ (от фр. cerceau — обруч) — игра, заключающаяся в перебрасывании друг другу обруча (кольца), который следует поймать на палку.
Игра появилась во Франции в начале XIX века. Первое упоминание «игры в летающее кольцо» (фр. jeu de la bague volante) относится к 1818 году. Вариант игры с двумя палками у каждого участника упоминается в 1826 году под названием «игра в летающие обручи» (фр. jeu des cerceaux volants). Впоследствии за этой разновидностью игры во Франции закрепилось название «jeu des grâces». В России исходный вариант игры (с одной палкой у каждого участника) получил распространение под названием «серсо». При этом во Франции название «cerceau» закрепилось за другой игрой — катанием обруча по земле при помощи палки. В России игра в катание обруча была известна под разными названиями, в том числе и под названием «серсо», однако ее не следует путать с игрой в перебрасывание обруча.

## В культуре
- В 3-й серии советского фильма «Приключения принца Флоризеля» удерживаемая под стражей Жаннет и полковник Джеральдин играют на лужайке в серсо.
- В 1985 году режиссёр Анатолий Васильев поставил в Театре на Таганке пьесу «Серсо» драматурга Виктора Славкина, ставшую значительным событием в театральной жизни СССР. Среди прочего герои пьесы играют в эту старую игру, именем которой и названа пьеса.
- В кинофильме «Старый знакомый» звучит песня «Назад к природе» в исполнении Николая Рыбникова, где французскому философу Жану-Жаку Руссо приписывается увлечение данной игрой, что является исторически неверным.
- В одной из передач «Что? Где? Когда?» от 2 июня 2001 года один из вопросов строился на утверждении, что «мясо», «просо» и «колесо» — единственные слова в русском языке, оканчивающиеся на -со. Игрок Фёдор Двинятин назвал «серсо» как четвёртое русское слово, которое тоже оканчивается на -со. Ведущий с этим ответом не согласился, отметив, что «серсо» — заимствованное иностранное слово и поэтому русским не является, в то время как филолог Двинятин утверждал, что любое слово, которое есть в словаре русского языка и которое пишется русскими буквами, автоматически является русским. Данная ситуация послужила причиной конфликта между знатоками и ведущим[5].